# 该南
该南（希伯来文：קֵינָן‬，英语：Kenan），天主教譯“刻南”，是《圣经·旧约·创世纪》中出现的人名（《[[]]》第创世纪章第12节至第14节参）。他是亚当的重孙，塞特的孙子，以挪士的儿子，在《路加福音》中他被列为耶稣的先祖之一。他的寿命是910岁。